# Développements de l'islam
Cet article traite du développement de la religion musulmane après le Xe siècle et la Genèse de l'islam. Pour un article sur sa naissance, voir Origines de l'islam, pour un article sur l'histoire de l'Islam comme civilisation, voir Histoire de l'islam.
L'islam est une religion apparue au VIIe siècle sous l'impulsion de son prophète, Mahomet. Une certaine unité est conservée jusqu'au califat abbasside qui voit se morceler l'empire. Cette période peut prendre le nom de « début du monde musulman. » Durant ses premiers siècles, l'islam, en tant que religion, se structure, se développe et met en place certains de ses traits doctrinaux, cultuels et culturels caractéristiques.
Les penseurs musulmans font la distinction entre deux principes, sources d'évolutions religieuses et doctrinales. L’islâh est un regard vers un "islam des origines" et le tajdîd est un renouveau de la foi à l'origine de réformes.
Les caractéristiques de l'islam ne se sont pas toutes figées et ont continué à évoluer dans le temps. Cet article a pour but de présenter ces évolutions et la mise en place de l'islam vers sa forme actuelle après sa mise en place durant ses trois premiers siècles.

## Un islam, des islams

### Multiplication des courants religieux

Arbre des courants de l'Islam

Dès le VIIe siècle, l'islam se divisent en courants. Deux autres périodes de séparation sont le IXe siècle et le XIXe siècle. Ainsi, naissent au VIIe siècle les trois courants : sunnisme, chiisme et kharidjisme. La branche sunnite (de sunna, « tradition ») est numériquement la plus importante.
Le chiisme est un courant peu présent dans les pouvoirs politiques avant le XVIe siècle, hormis le cas du califat ismaélien des Fatimides entre le Xe et le XIIIe siècle et celui des Bouyides entre 932 et 1055. En revanche, en Iran, Ismail Ier et la dynastie des séfévides font du chiisme la religion d'état en 1502 en opposition au reste du monde arade (mamelouk et ottomans). De nombreux courants sont nés au cours de l'histoire du chiisme : ismaélisme, alouaisme, druze....
Les VIIIe – IXe siècles sont l'époque de division entre différents courants du sunnisme : le mutazilisme (vision plus rationaliste, rejeté par la population), le hanbalisme (lecture plus rigoriste, conservatrice), et l'acharisme (rejet du rationalisme du mutazilisme). Ces divisions d'interprétation des sources religieuses. n'ont pas mené à une rupture complète et sont davantage perçu comme des écoles juridiques différentes.

### La tentation du mysticisme

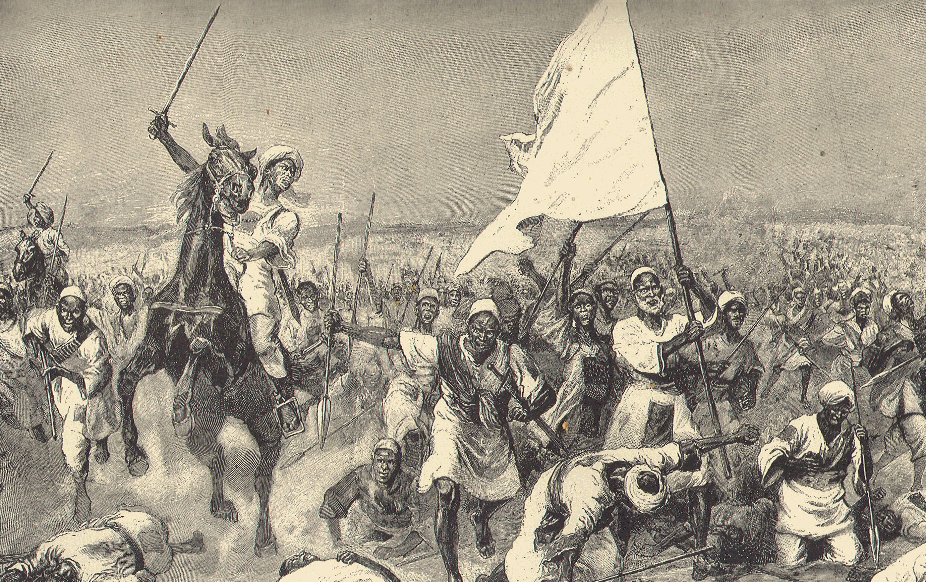
Guerriers derviches, guerre des mahdistes au Soudan (1881- 1899). Gravure de la fin du XIXe siècle.

En islam, la notion de mysticisme est une manière, en appliquant la volonté d'Allah, de créer une rencontre avec lui dès la vie terrestre.
Si plusieurs mystiques ont existé avant, c'est au IXe siècle que le mysticisme se structure en ce qui prend le noms de soufisme. Dès les premiers temps de l'islam, des hommes vivent une vie ascétique s'inspirant probablement dans leurs pratiques du monachisme chrétien mais défendant leur orthodoxie,. Néanmoins, "la mystique n’est pas originelle en islam" et selon Anne-Marie Delcambre, le mysticisme de l'islam vient du zoroastrisme. C'est principalement à partir du XIIe et du XIIIe siècle que le soufisme se structure selon le principe des confréries.
Même si les mystiques présentent des sources scripturaires à cette notion, (S. 24 v. 35) (S. 18 v.17-18), le mysticisme est condamné par le sunnisme en raison d'une opposition à l'idée sunnite de loi. Ce courant est critiqué comme étant hétérodoxe par le sunnisme entre autres en raison de l'influence du christianisme sur celui-ci. Néanmoins, cette critique d’innovation n'est pas tant dans une hétérodoxie mais dans un choix de lecture du Coran et de la Sunna, contraire à la lecture sunnite, et dans une vision plus globalisante de l'islam. Le soufisme a ainsi une vision très littérale du Coran.
Dès les premiers siècles de l'islam, certains soufis ont été persécutés et mis à mort comme Ibn Mansour al Halladj, A'd od-Din Mahmoud Chabestari, ou Abdeslam Ben Mchich Alami.
"La mystique, confrérique ou non, a laissé une trace très profonde dans la culture musulmane." Celle-ci était très présente dans la pensée des peuples musulmans et de leurs élites,. Elle a participé ainsi à l'islamisation, parfois violentes de certaines régions. Elle ne diminue qu'à partir du XIXe siècle, l’occidentalisation de ces pays et l'évolution "rationnalisante" de l'islam. Le soufisme garde tout de même une importance dans certains pays musulmans mais aussi en Europe.

### L'islam face à la philosophie grecque
Né dans un contexte hellénisé, l'islam a reçu dès ses origines des influences hellénistiques. C'est le cas de la philosophie dont le terme arabisé forme faylasûf ("un philosophe"), au pluriel falâsifa. Ce terme reste alors attaché à la philosophie antique à la différence du terme « sagesse » (hikma).
Encouragée par le califat abbasside d'Al Ma'mun à partir du IXe siècle par la création de la bayt al hikma « Maison de la Sagesse », son développement s'accompagne de traductions d'ouvrages grecs par les chrétiens syriaques et nestoriens. La philosophie islamique n'est pas que la philosophie des musulmans mais aussi d'autres religions, comme les chrétiens et les juifs.
De grands noms de philosophes sont connus : Al-Kindi, d'Al-Fârâbî, d'Ibn Sina (Avicenne), et d'Ibn Rushd (Averroès). Même si ces derniers étaient critiqués par les juristes musulmans. Ainsi, Averroès a vu ses livres brûlés et il a été accusé d'hérésie,. L'interdit du doute religieux en islam a limité le développement de la philosophe au détriment des sciences non-théoriques
Ce développement s'est accompagné de modifications de la langue arabe afin de pouvoir exprimer les idées philosophiques.
À partir du XIIe siècle, la pensée philosophique musulmane va se disperser dans des mouvements souvent empreints de beaucoup de mysticisme et de moins en moins d'esprit critique rationnel. Par ailleurs, l'analyse et l’exégèse des textes sont désormais figées par la "majorité" ou "le pouvoir politique en place".

## Quelques évolutions doctrinales

### Djihad[21]
Le Djihad, trouvant son origine dans les origines de l'islam, voit sa doctrine guerrière codifiée au IXe siècle. Ce concept a évolué tout au long de l'histoire musulmane.
Au Xe siècle, les Hamdanides développe, aux frontières de l'empire byzantin, une vision du djihad différente de celles conceptualisées en Espagne ou en Afrique du Nord. Pourtant, les lieux du Jihad restent les zones frontières et la mer Méditerranée. Cette forte prégnance de la notion de djihad en Méditerranée en fera un lieu particulier.
Le renouveau sunnite de la contre-croisade est aussi l'occasion pour des souverains de se lier aux "érudits en armes". À partir de l'époque médiévale, celle de Saladin, cette forme de guerre, si victorieuse, possède un aspect legitimateur du pouvoir. À partir du XIe, on voit apparaître la séparation du monde entre le dar’ul islam (la maison de l’islam) et le dar’ul harb (la maison de la guerre). Cette séparation n'a pas une origine coranique. Pour des raisons d'impossibilité à déclarer une guerre générale et garantir la survie du monde musulman, un entre-deux a alors été inventé, le dar’ul sulh (maison de paix). Cet entre-deux est refusé par de nombreux juristes. Alors obligation individuelle et collective, le djihad offensif évolue vers un djihad intérieur vers les minorités et vers son sens d'effort sur soi-même.
Ce djihad aux frontières acquiert une dimension intra-musulmane avec l'arrivée des Mongols. Ainsi, Ibn Taymiyya (m. 1328) dédouble le djihad entre l'extérieur des territoires musulmans et l'intérieur, ceux convertis en apparence.
La vision d'un djihad conçu comme une guerre défensive est une vision mise en avant à la fin du XIXe et du début du XXe siècle. Selon Ahmed al-Dawoody, elle remonte à l'antiquité. La plupart des luttes du XXe siècle (guerres d'indépendance) ne sont pas religieuses.
De manière contemporaine se retrouve l'exaltation d'un djihad offensif par les milieux plus fondamentalistes, qu'il soit vers l'intérieur ou l'extérieur. À la fin du XXe siècle, le djihad, redevient dans les courants fondamentalistes, "une obligation permanente, purificatrice et expiatoire, incombant aux musulmans" même au mépris de principes comme le respect de l'État devenant ainsi une force révolutionnaire. Les évolutions du djihadisme d'Al-Qaida montre une vision eschatologique, rappel du "châtiment divin", du martyre et non plus une simple vision politique. À l'inverse, l'état islamique cherche l'instauration d'une unité politique, le califat.
À l'inverse, d'autres courants de l'islam cherchent à se séparer de cette vision politique du djihad et condamne la violence djihadiste.

### Charia
Selon le juriste Yadh Ben Achour, il est inexact de penser que la charia est inerte et immuable. Ce dernier explique qu'elle évolue en fonction des changements de conjonctures diplomatiques et sociologiques, et n'est pas à envisager comme un système contraint à la stagnation, citant de nombreux exemples d'adaptations de la charia.
À la fin du VIIIe siècle et au IXe siècle, les rationalistes qui ont développé le mutazilisme opposent la raison à la tradition (charia). Ils ont donc considéré que la théologie et les principes moraux pouvaient être questionnés par la raison humaine. Cette opposition a conduit l’orthodoxie musulmane à rejeter explicitement la raison humaine selon l'interprétation de Rahman. Le mouvement asharite, qui émerge au Xe siècle, tente de faire la synthèse de ces deux positions. Une distinction faite va permettre de distinguer la théologie, qui sera dorénavant appelée « principes de la religion » (usul al-din), et les principes moraux et légaux, désormais connus sous le nom de charia.
C’est à cette époque formative de l’islam qu’apparaissent des divisions sur le sens à donner à la loi islamique. Chez les sunnites, l’ijmâ' (consensus) qui a été déclaré final au Xe siècle aurait comme motivation, selon Rahman, la volonté d’assurer la permanence et la stabilité de l’islam alors qu’il était en formation et que la religion à cette époque était en proie à des conflits internes et des attaques extérieures.
C’est Ibn Taymiyyah (1263-1328/661-728) qui proposera la vision des traditionalistes (il est associé au madhhab hanbalite). Sa position cherche à reformuler le concept de charia et à exhorter les valeurs religieuses. Il soutient donc la position que la charia est un concept complet qui inclut la vérité spirituelle des soufis (haqiqa), la vérité rationnelle (aql) des philosophes et des théologiens, et la loi. La charia devient donc, pour les traditionalistes, ce qui rend la loi possible et juste, et qui intègre les aspects spirituels et légaux dans un seul tout religieux. Son influence la plus visible sera le mouvement wahhabite apparu au XVIIIe siècle en Arabie saoudite.

Carte de l'usage de la charia comme base du corpus juridique.

Depuis le XIXe siècle, la plupart des États à majorité musulmane ont créé des systèmes judiciaires séculaires et centralisés, en empruntant plus ou moins largement aux sources européennes existantes,. Nathan Brown souligne que le manque d’éléments sur l’application de la charia avant les réformes des systèmes judiciaires ne permet pas de savoir à quel point elle était appliquée dans ces pays auparavant. En Égypte, au cours du XIXe siècle, l’exécution des peines hudud se fait moins fréquente, mais les législateurs ne rejettent pas la base qu’est la loi islamique.
Dans le même temps, une réforme des tribunaux islamiques a été menée dans les États musulmans, qui avaient besoin d’exercer un contrôle plus grand sur le pouvoir judiciaire. Cette réforme a été menée en prenant plusieurs types de mesures : la bureaucratisation, la codification et la fusion. Le résultat de ces réformes a été la réduction du sens du mot charia à la loi. Le degré de prévalence de la charia s’évalue par le degré de conformité de la loi en place à la charia. En effet, les partisans de la charia lui donnent un sens strictement légal alors que les partisans de plus de sécularité au sein du monde musulman préfèrent donner un sens plus large au concept de charia.
Dans les années 1960 et 1970, les appels à l’application de la charia deviennent le centre des revendications de mouvements islamistes de toutes origines. La charia, qui n’est plus considérée comme un ensemble de pratiques et d’institutions mais comme un ensemble de lois codifiées, est même devenue l’indicateur par lequel on peut juger du caractère islamique d’une société ou d’un système politique. Aujourd’hui, une doctrine quasi-constitutionnelle vis-à-vis de la charia a émergé, à la fois parmi les juristes et parmi les islamistes.

### Lectures et interprétations coraniques
L'historienne Silvia Naef explique que l'apparition de points diacritiques a pu modifier les lectures du Coran et canoniser une interprétation au VIIIe siècle. L'écriture pleine (diacritique et vocalique) se généralise à partir du IXe siècle même si pour « au IXe siècle, il n’est pas rare de trouver des [copies du Coran] très incomplètement pourvus de diacritiques ».
En 934 et en 935, les condamnations d'Ibn Miqsam et d'Ibn Shannabûdh montre la circulation de variantes du coran ne correspondant pas à la version officielle d'Othman,
À cette époque, les commentaires sur le Coran sont nombreux comme ceux de Tabari. C'est le début de l'époque classique du Tafsir. Le Xe siècle est aussi la période durant laquelle naît l’exégèse allégorique du texte coranique. Cette méthode d'exègèse sera importante dans le chiisme et le soufisme.
Pourtant, en 1018, le calife abbasside Al-Qadir publie et fait lire une « profession de foi », la « Risâla al-qâdiriya », limitant l'exégése et prônant le hanbalisme en tant que doctrine officielle. Par celle-ci, il condamne le chiisme, le Mutazilisme ainsi que l'Asharisme. Cette interdiction de l'interprétation a fait débat tout au long de l'histoire.
L'étude comparatives des ouvrages de tafsir permet de mettre en valeur une évolution de la compréhension du texte coranique. Les significations des passages évoluent et les citations changent. La forme traditionnelle des Tafsir est une lecture intégrale et chronologique. À l'époque contemporaine, un goût pour des ouvrages thématique modifie cette forme.
Une certaine rupture dans l’exégèse apparaît au XXe siècle puisqu'elles sont actuellement des "projections de convictions diverses sur le Livre" et non une recherche historique sur le texte coranique. Elle s'accompagne de la perte de la richesse des sens de compréhension du texte. Celles-ci, dont celle de Sayyid Qutb, ont une influence grande dans le monde musulman.

## Islam Ottoman à l'âge des réformes[54]
Le XVIIIe siècle voit l'entrée de l'influence occidentale au Proche-Orient. En réponse, les empires Ottomans et Perse se centralisent et se sécularisent au détriment des chefs religieux.
« Face à l’impérialisme des Puissances européennes modernes, le monde musulman apparaissait impuissant et décadent. ». Au XVIIIe siècle, un passage des connaissances, des technologies et des Lumières de l'Europe vers l'Orient marque ce déclin. Devant ce constat, une réforme religieuse parait nécessaire.
Celle réforme, dite salafiste et plus tardivement wahhabiste, née en Arabie, est appelée par Mohammed ben Abdelwahhab, au XVIIIe siècle. Il prêche ainsi une lecture littéraliste et puritaine de l'islam, s'inscrivant dans la tradition hanbaliste. Celle-ci promeut un retour aux sources de l'islam.
Une des particularités ottomanes est dans le rapport entre État et religion. Selon le politologue Ali Kazancigil, la structure étatique de l'empire ottoman s'inspire davantage de l'empire byzantin que de la tradition musulmane. Cette approche est à l'origine de la figure religieuse du Grand mufti. De même, l'islam ottoman est assez occidentalisé. Tout comme le Coran a des origines juives et chrétiennes, sa théologie est fortement basée sur la philosophie grecque et la pensée judéo-chrétienne.
Ces évolutions s'accompagnent d'une certaine sécularisation, inspirée par l'Europe et qui est diffusé au-delà des frontières de l'empire. Elle est encouragée par une partie de la population et est la cause de tensions. Elle sera davantage marquée à la fin du XIXe siècle lors de la rupture entre le jeunes-Ottomans et les jeunes-Turcs rejetant "les fondements islamiques du monde auquel ils appartiennent".

## Islam auXXesiècle
Au XXe siècle, l'islam fait face à différents courants, comme le communisme, ou des systèmes socio-politique nouveaux. Le XXe siècle est une période d'expansion géographique en Asie et en Afrique. Cette expansion s'accompagne d'une diminution des minorités non musulmanes par conversion, départ/expulsion ou massacre.

### Entre nationalisme
Alors que la structure politique inspirée des ottomans acceptait généralement une forme de différenciation entre le religieux et le politique, les années 1970 voient l'apparition d'un nationalisme arabe et musulman. Celui-ci essaye de réislamiser les populations et les structures étatiques.
Ce nationalisme trouve ses racines dans les années 1930 et se retrouve dans les mouvements des Frères musulmans, le mouvement Jama’at-islami, le mouvement Baath, le Hezbollah...
Ces mouvements sont parfois à la fois nationalistes et islamistes.

### Et islamisme
L'islamisme est un courant de pensée apparu au XXe siècle prônant le « choix conscient de la doctrine musulmane comme guide pour l’action politique »

Logo des frères musulmans

L'un des premiers mouvement islamistes pourrait être les Frères musulmans fondé en 1928. Ce groupe prône l'instauration de la loi islamique, charia.
Dans les années 1960, Sayyid Qutb, théoricien des Frères musulmans, théorise la rupture politique avec les systèmes contemporains et la reconquête, entre autres dans son texte « Fî zilâl al-qur'ân » (en) (À l'ombre du Coran), utilisé comme justification théorique de la violence pour réislamiser les sociétés moyen-orientales. La seconde moitié du XXe siècle voit ainsi le développement d'actes terroristes.

### Un renouveau chiite
Dans la seconde moitié du XXe siècle, le chiisme s'est adapté à un nouveau contexte politique. La destitution du shah s'accompagne de la prise de pouvoir par Khomeyni et la mise en place d'un pouvoir religieux. L'évolution doctrinale du chiisme duodécimain a donc dû s'accompagner d'une prise en compte de ce fait politique. Les religieux ont, entre autres, été au cœur des mouvements révolutionnaires
Dans cette évolution, le pouvoir religieux était confié au juriste religieux (faqîh) et non aux Imâms selon la doctrine traditionnelle. Ce changement a été à l'origine de profonds débats.